# Tunnel of Love (chanson de Dire Straits)
Pour les articles homonymes, voir Tunnel of Love.
Pistes de Making Movies
/ Romeo and Juliet
Tunnel of Love est un morceau du groupe britannique Dire Straits, apparu sur l'album Making Movies, sorti en 1981, puis sur les albums live Alchemy et Live at the BBC ainsi que les albums Money for Nothing, Sultans of Swing: The Very Best of Dire Straits et Private Investigations: The Best of Dire Straits & Mark Knopfler.
Tunnel of Love est l'une des trois seules chansons de Dire Straits qui ne sont pas créditées uniquement à Mark Knopfler (les deux autres sont Money for Nothing et What's The Matter Baby?). La chanson elle-même est entièrement de Knopfler, mais l'ouverture instrumentale est un arrangement de la Valse du carrousel, de la comédie musicale Carousel, de Rodgers et Hammerstein.
La chanson mentionne Spanish City (en) qui, à l'époque où la chanson a été publiée, abritait une fête foraine et des attractions, auxquelles il est fait référence tout au long de la chanson. Spanish City se trouve à Whitley Bay, qui est également citée vers la fin de la chanson (avec Cullercoats (en)).

## Interprètes
- Mark Knopfler - Guitare solo, chant
- John Illsley - Basse, chœurs
- Pick Withers - Batterie, chant
- Roy Bittan - Piano, orgue Hammond
- Sid McGinnis - Guitare (non crédité)